# Arcana Banda
Arcana é uma banda sueca de neoclássico e darkwave, formada em 1994 e originalmente assinou contrato com a Cold Meat Industry gravadora.

## História
A formação original era composta por Peter Bjärgö e a vocalista Ida Bengtsson. Desde 2002, a banda sofre alterações em sua formação, e atualmente é formada por: Peter Bjärgö, Stefan Eriksson, Ann-Mari Thim, Ia Bjärgö and Mattias Borgh.
Muitas vezes, em grande parte sua sonoridade instrumental, a banda descreve sua música como tendo embasamento medieval, ou aspectos românticos da idade média. O seu álbum "Le Serpent Rouge", possui um aspecto mais oriental, e com a predominância de instrumentos  de origens árabes.
Desde 2006, a banda está com acordo com a gravadora Kalinkaland Records da Alemanha
Peter, possui um outro projeto chamado  Sophia, e também colaborou com a gravação de um álbum para Gustaf Hildebrand.

## Discografia
O primeiro álbum "Dark Age of Reason", lançado pela Cold Meat Industry, sua sonoridade pode ser comparada ao início da banda Dead Can Dance.
O terceiro álbum "The Last Embrace", foi lançado no ano de 2000. Nele foram introduzidos os instrumentos como: o violão e alguns instrumentos de percussão.
O sexto álbum "Le Serpent Rouge", lançado em 2006 pela gravadora Erebus Odor Records, preservou a musicalidade oriental, porém houve uma maior integração de elementos acústicos que nos álbuns anteriores.
Em 29 de fevereiro de 2008, foi lançado o álbum "Raspail"

### Como Arkana
| Ano  | Título                               | Formato, Gravadora & Notas                                                                                |
| ---- | ------------------------------------ | --- |
| 1996 | Dark Age of Reason                   | CD com dez faixas / Cold Meat Industry.                                                                   |
| 1997 | Lizabeth                             | CD com três faixas / Cold Meat Industry.                                                                  |
| 1997 | Cantar de Procella                   | CD com doze faixas / Cold Meat Industry.                                                                  |
| 1999 | Isabel                               | CD com três faixas / Cold Meat Industry.                                                                  |
| 2000 | ...The Last Embrace                  | CD com dez faixas / Cold Meat Industry.                                                                   |
| 2002 | Body of Sin                          | CD com dois faixas / Cold Meat Industry.                                                                  |
| 2002 | Inner Pale Sun                       | CD com oito faixas / Cold Meat Industry.                                                                  |
| 2004 | The New Light (Compilação)           | CD com onze faixas / EREBUS.                                                                              |
| 2004 | Le Serpent Rouge                     | CD com nove faixas / EREBUS.                                                                              |
| 2008 | Raspail                              | CD com dez faixas / Kalinkaland Records / Projekt                                                         |
| 2010 | The First Era 1996-2002 (Compilação) | 4 CDs / Cyclic Law / Box que inclui todas as faixas do álbum e a compilação até o álbum '"Inner Pale Sun" |

### Como Bjärgö/Hildebrand
| Ano  | Título                                            | Formato, Gravadora e Notas |
| ---- | ------------------------------------------------- | -------------------------- |
| 2005 | Out Of The Darkling Light, Into The Bright Shadow | CD / EREBUS.               |
| 2009 | A Wave Of Bitterness                              | CD / Kalinkaland Records   |